# Красный Ключ (компания)
Красный Ключ — предприятие-производитель газированной и негазированной питьевой воды и прохладительных напитков, расположенное в 120 км от Уфы в республике Башкортостан  вблизи памятника природы — родника Красный Ключ. Является одним из крупнейших производителей питьевых вод Республики Башкортостан (более 40 % рынка). Продукция предприятия неоднократно являлась победителем выставок и конкурсов; в частности, вода «Красный ключ» является лауреатом всероссийского конкурса «100 лучших товаров России».

## Родник
Родник питьевой воды «Красный Ключ» располагается в поселке Красный Ключ Нуримановского района Республики Башкортостан. Родник представляет собой уникальный гидрогеологический памятник  природы федерального значения. По характеру своего происхождения он является карстовым источником. В роднике происходит выход на земную поверхность подземной реки Яман-Елга, которая берет свое начало в Южном Урале. Под землей эта река течет по карстовым каналам. По ходу своего течения вода значительно очищается, минерализируется. Вода имеет зеленовато-голубой оттенок, ее минерализация составляет в пределах 0,18-0,20 мг/л, вода — гидрокарбонатная кальциевая, содержит разные микроэлементы. Родник по величине дебита (14,88 м3/сек) относится к гигантским, известные примеры подобных источников — Воклюз во Франции (17 м3/сек.) Температура воды круглогодично остается в районе плюс 5 градусов Цельсия.

## История
Производство питьевой воды на базе родника Красный Ключ организовал в 1997 году башкирский предприниматель Олег Петров. Первая марка воды носила название «Шифа» (от башкирского «излечение от болезней, восстановление сил»). Производство велось при поддержке Верховного муфтия России и председателя Центрального духовного управления мусульман, Талгата Таджуддина. Часть от полученных средств направлялась на нужды благотворительности. В 2002 году случился ребрендинг, так как «Шифа» не получила популярности. Название в итоге было дано в честь источника «Красный Ключ». 
Производственные помещения компании размещены на месте старой разрушенной бумажной фабрики (которая существовала еще до революции), в советское время где располагался филиал завода «Геофизприбор». В марте 2002 года начались продажи воды торговой марки «Красный Ключ». Была учреждена компания «Красный Ключ-Уфа», которая занималась службой доставки воды. В 2004 году компания продавала 87 000 бутылей (по 18,9 л) воды в месяц. В период с 2002 по 2007 год производство воды выросло в шесть раз. В 2007 году компания заняла 30% рынка питьевой воды Республики Башкортостан. В связи с ростом предприятия в 2007 году понадобилось дальнейшее техническое переоснащение. Компания за счет собственных и кредитных средств организовала строительство производственных помещений для организации линий розлива воды более высокой производительности. Проведен капитальный ремонт производственных зданий, введены в работу новые складские мощности.  Окончательный ввод новых линий в эксплуатацию произведен весной 2008 года. 